# Jane Weir
Jane Weir, död 1670, var en skotsk kvinna som avrättades för häxeri i Edinburgh.
Hon var syster till Edinburghs borgmästare Thomas Weir. Hon gifte sig aldrig utan levde tillsammans med sin bror. 
Under en sjukdom 1670 avslöjade Thomas Weir att han och systern levde i ett incestuöst förhållande sedan många år, och att de utövade svartkonst. 
Båda två dömdes till döden för blodskam och häxeri och avrättades. Det tillhör Skottlands mest välkända häxprocesser.